# تنظيم الدولة الإسلامية - ولاية الساحل
تنظيم الدولة الإسلامية - ولاية الساحل (Sahil Wilayah) أو كما يُعرف سابقًا تنظيم الدولة الإسلامية في الصحراء الكبرى هو جماعة سلفية جهادية متشددة. وهو فرع تنظيم الدولة الإسلامية (داعش) في الصحراء الكبرى. ينشط بشكل رئيسي في المناطق الحدودية بين مالي، النيجر وبوركينا فاسو، المعروفة باسم المثلث الحدودي أو ليبتاكو-غورما. ولكنها شاركت أيضًا في معارك صغيرة في الجزائر وبنين ونيجيريا. وقد نفّذ هذا الفرع من التنظيم الكثير من العلميات في بوركينا فاسو ومالي. ويسيطر التنظيم -حاليًا- على مدينة "تيديرميني" (7 كلم شرق منطقة ميناكا في الشرق المالي)، وبسبب الهجمات التي يقودها، نزح حوالي 30 ألف شخص من سكان الأرياف نحو ميناكا.

## تسلسل زمني
- تم تكوين جماعة المرابطون في 22 أغسطس 2013، بعد دمج حركة التوحيد والجهاد في غرب أفريقيا ولواء الملثمين.[9]
- في 13 مايو 2015، بايعت حركة التوحيد والجهاد في غرب أفريقيا أبو بكر البغدادي زعيم تنظيم الدولة الإسلامية وقتها،[10] في بيان أدلى به زعيم الجماعة عدنان أبو وليد الصحراوي.[11] ليتأسس الفرع الجديد للتنظيم، نتيجة للانقسام داخل جماعة المرابطون المسلحة.[6]
- في ديسمبر 2015 بايع حوالي 100 مقاتل التنظيم.[12] وزادت صفوف الجماعة بعشرات من المقاتلين الماليين والمتعاطفين معهم من منطقة جاو،[13] بالقرب من ميناكا.[14]
- في 30 أكتوبر 2016، قبل تنظيم الدولة الإسلامية البيعة رسميًا.[15]
- نفذ التنظيم هجومًا مسلحًا في 4 أكتوبر 2017، استهدف دورية مشتركة بين الولايات المتحدة والنيجر في منطقة تونجو تونجو في النيجر وأسفر عن مقتل أربعة جنود أمريكيين وأربعة جنود نيجيريين.[16]
- في أكتوبر سنة 2019، رصدت الولايات المتحدة مكافأة قدرها 5 ملايين دولار أمريكي، لمن يدلي بمعلومات عن قائد التنظيم عدنان أبو وليد الصحراوي.[17]
- في 28 نوفمبر 2019 أصدرت السلطات الإسبانية تحذيراً من احتمال وقوع هجوم مسلح في المنطقة ضد مواطنين إسبان يزورون أو يعملون في مخيمات اللاجئين الصحراويين في الصحراء الكبرى.[18]
- أعلن الرئيس الفرنسي إيمانويل ماكرون، في أغسطس 2021 مقتل أبو وليد، في عملية عسكرية نفّذتها القوات الفرنسية.[16]
- في أكتوبر 2021، تم تنصيب أبو البراء الصحراوي المعروف أيضًا بـ أبو عمرو، أميرًا جديدًا لتنظيم ولاية الساحل.[19][20] ومنذ ذلك الحين، اشتُهر القائد الجديد بمجزرة، ارتُكبت في قرية نائية في جنوب غرب النيجر، وأسفرت عن مقتل 69 شخصاً في نوفمبر 2021.[21]

## تغيير الاسم
في شهر مارس عام 2022، غيَّر التنظيم اسم فرعه إلى ولاية الساحل. الذي عاد للظهور سنة 2023 بفيديوهات جديدة توثق عملياتهم القتالية. آخرها إصدار مرئي بعنوان «أبناء الكريهة - ولاية الساحل»؛ أظهر الإصدار تنفيذ كمين لرتل عسكري تابع لجيش النيجر في منطقة تيلابيري، وتنفيذ عمليات إعدام ميدانية لمن تم أسرهم من الكمين، بالإضافة إلى مقاطع مصورة لهجوم عناصر داعش على تمركز لجيش النيجر بمنطقة تيلابيري..